# Riksväg 99
De Zweedse rijksweg 99 (vroeger deels weg 400) is een 360 kilometer lange verbindingsweg binnen een aantal Zweedse gemeenten, die langs de grens met Finland liggen. De Zweedse weg die grotendeels op de Westoever van de rivier Torne ligt, kan beschouwd worden als de parallelweg van de Europese weg 8 (op de oostoever). Tussen beide wegen zijn slechts een handvol verbindingen.

## Plaatsen langs de weg
- Karesuando
- Kuttainen
- Muodoslompolo
- Kitkiöjärvi
- Pajala
- Pello
- Svanstein
- Juoksengi
- Övertorneå
- Hedenäset
- Karungi
- Haparanda

## Knooppunten
- E4 bij Haparanda
- Länsväg 398 bij Hedenäset
- Riksväg 98: gezamenlijk tracé, bij Övertorneå
- Länsväg 402
- Länsväg 403 bij Pajala
- Länsväg 392 bij Pajala
- Länsväg 395 bij Pajala
- Länsväg 404
- E45 bij Karesuando

Europese wegen:
E4 · E6 · E10 · E12 · E14 · E16 · E18 · E20 · E22 · E45 · E65
Riksvägar:
9 · 11 · 13 · 15 · 17 · 19 · 21 · 23 · 24 · 25 · 26 · 27 · 28 · 29 · 30 · 31 · 32 · 34 · 35 · 37 · 40 · 41 · 42 · 44 · 46 · 47 · 49 · 50 · 51 · 52 · 53 · 55 · 56 · 57 · 61 · 62 · 63 · 66 · 68 · 69 · 70 · 72 · 73 · 75 · 76 · 77 · 83 · 84 · 86 · 87 · 90 · 92 · 94 · 95 · 97 · 98 · 99